# 劉汝剛
劉汝剛（1791年4月20日—1871年12月4日，乾隆五十六年三月十八日－同治十年十月二十二日），原名琳，字聖思，號近庵。江蘇省常州府陽湖縣（今屬常州市）人，清朝政治人物。

## 生平
嘉慶二十四年（1819年）中式己卯恩科順天鄉試舉人。
道光六年（1826年）丙戌大挑一等，分發安徽以知縣候補。
補寧國府旌德縣，後歷廬州府舒城縣知縣。
十二年（1832年），調任池州府青陽縣知縣。
十三年（1833年），調滁州直隸州全椒縣知縣。
十五年（1835年），調廣德府建平縣知縣。以建平縣知縣署理安慶府懷寧縣知縣，任內捕獲江匪，加恩以知州儘先陞用。
十七年（1837年），改署理安慶府桐城縣知縣。
二十年（1840年），署理安慶府太湖縣知縣。調補徽州府休寧縣知縣。九月，以休寧縣知縣調署懷寧縣知縣。
二十一年（1841年），任池州府建德縣知縣。
二十二年（1842年），署理六安直隸州知州。二十四年（1844年）後調鳳陽府壽州知州。
二十八年（1848年）五月，經安徽巡撫王植奏請，調補廬州府無為州知州。誥封奉直大夫。
二十九年（1849年）閏四月，因督辦州境內青山圩隄壩要工時，未能常駐監督而僅委任巡檢秦錫棠就近管理，興工較遲以致缺口被衝刷，以「玩誤要工」革職。
三十年（1850年）七月，以「眼目昏眊，素多嗜好」，經上諭確定即行革職。
同治十年（1871年）十月二十二日卒，年八十一歲。

## 家庭及關聯
劉汝剛為武進西營劉氏第十四世。
- 曾祖父：劉長發（1684年－1728年）。

- 承繼祖父：劉遵路（1703年－1731年），長發第一子，無子，以胞弟詔之子方澍繼嗣。
- 承繼祖母：惲氏，劉遵路正室，毗陵惲氏監生惲挺生之女，敕贈孺人、晉封恭人。
- 本生祖父：劉詔（1713年－1790年），長發第二子，官湖北江夏縣縣丞。
- 本生祖母：馮氏，劉詔側室。

- 父：劉方澍（1755年－1834年），劉詔第二子，出繼胞伯遵路為嗣。歷任湖北宣恩縣、宜城縣、鄖縣典史。
- 母：鈕氏，劉方澍正室，監生鈕質之女，敕封孺人、晉封宜人。

- 劉汝剛為獨子，有一姊妹，適吳淞司巡檢浙江嘉善錢維崧。

### 妻妾
- 正室：張氏，雲南布政使司經歷張沔之女，誥封宜人。
- 無側室。

### 子女
有一女、一兼嗣子。
- 女，適安徽候補直隸州州同趙熙文。
- 兼嗣子：劉炳照（1847年－1917年），胞弟劉汝誠之子，縣學生，候選訓導，兼嗣劉汝剛之後。